# Terence Fisher
Terence Fisher (n. 23 februarie 1904, Londra, Regatul Unit al Marii Britanii și Irlandei – d. 18 iunie 1980, Greater London, Anglia, Regatul Unit) a fost un regizor englez și director de imagine.

## Filmografie
- A Song for Tomorrow (1948)
- Colonel Bogey (1948)
- Portrait from Life (1949)
- Marry Me! (1949)
- The Astonished Heart (1950)
- So Long at the Fair (1950)
- Home to Danger (1951)
- The Last Page (1952)
- Wings of Danger (1952)
- Stolen Face (1952)
- Distant Trumpet (1952)
- Mantrap (1953)
- Four Sided Triangle (1953)
- Spaceways (1953)
- Blood Orange (1953)
- Face the Music (1954)
- Murder by Proxy (1954)
- A Stranger Came Home (1954)
- Final Appointment (1954)
- Mask of Dust (1954)
- Children Galore (1955)
- Stolen Assignment (1955)
- The Flaw (1955)
- The Gelignite Gang (1956)
- The Last Man to Hang? (1956)
- Kill Me Tomorrow (1957)
- The Curse of Frankenstein (1957)
- Dracula (1958)
- The Revenge of Frankenstein (1958)
- Câinele din Baskerville (1959)
- The Man Who Could Cheat Death (1959)
- The Mummy (1959)
- The Stranglers of Bombay (1960)
- The Brides of Dracula (1960)
- The Two Faces of Dr. Jekyll (1960)
- Sword of Sherwood Forest (1960)
- The Curse of the Werewolf (1961)
- The Phantom of the Opera (1962)
- 1962 Sherlock Holmes (Sherlock Holmes und das Halsband des Todes)
- The Horror of It All (1963)
- The Gordon (1964)
- The Earth Dies Screaming (1964)
- Dracula: Princes of Darkness (1966)
- Island of Terror (1966)
- Frankenstein Created Woman (1967)
- Night of the Big Heat (1967)
- The Devil Rides Out (1968)
- Frankenstein Must Be Destroyed (1969)
- Frankenstein and the Monster Hell (1974)